# Malawi aux Jeux du Commonwealth
Le Malawi a participé à tous les Jeux du Commonwealth depuis ceux de 1970 à Édimbourg, après avoir été représenté symboliquement par la délégation de la Fédération de Rhodésie et du Nyasaland en 1962. Les Malawites participent à une assez large gamme de disciplines sportives, mais c'est en boxe qu'ils obtiennent leurs meilleurs résultats. Le boxeur Tatu Chionga décroche la première médaille malawite (de bronze) lors de la première participation du pays, en 1970. Le Malawi, l'un des quelques pays africains qui ne boycottent pas les Jeux de 1986 à Édimbourg, y remporte ses deux seules autres médailles à ce jour, toutes deux de bronze et en boxe. 

## Médailles
Résultats par Jeux :
| Année | Médaille d'or | Médaille d'argent | Médaille de bronze | Total |
| ----- | ------------- | ----------------- | ------------------ | ----- |
| 1970  | 0             | 0                 | 1                  | 1     |
| 1974  | 0             | 0                 | 0                  | 0     |
| 1978  | 0             | 0                 | 0                  | 0     |
| 1982  | 0             | 0                 | 0                  | 0     |
| 1986  | 0             | 0                 | 2                  | 2     |
| 1990  | 0             | 0                 | 0                  | 0     |
| 1994  | 0             | 0                 | 0                  | 0     |
| 1998  | 0             | 0                 | 0                  | 0     |
| 2002  | 0             | 0                 | 0                  | 0     |
| 2006  | 0             | 0                 | 0                  | 0     |
| 2010  | 0             | 0                 | 0                  | 0     |
| 2014  | 0             | 0                 | 0                  | 0     |
| Total | 0             | 0                 | 3                  | 3     |

Médaillés :
| Nom             | Jeux | Médaille           | Discipline | Épreuves       | Résultat |
| --------------- | ---- | ------------------ | ---------- | -------------- | -------- |
| Tatu Chionga    | 1970 | Médaille de bronze | Boxe       | 60 kg hommes   |          |
| Byton Mphande   | 1986 | Médaille de bronze | Boxe       | 60 kg hommes   |          |
| Solomon Kondowe | 1986 | Médaille de bronze | Boxe       | 63,5 kg hommes |          |